# لاور نادردون
لاور نادردون منطقهٔ گسترده‌ای است در بخش شیبکوه که در ارتفاعات کوه نادردون واقع شده‌است. این منطقه در استان هرمزگان و در جنوب ایران واقع است.
لاور نادردون به مسافت ده کیلومتر از مشرق به طرف مغرب و هفت کیلومتر از شمال به طرف جنوب در جلگه ای در دل کوه سفید (ازناحیه جنوب کوه) و در جنوب بخش کوخرد قرار دارد.

## محدوده لاور نادردون
حدوداً: از شمال به کوه سفید، و از جنوب به روستای نخل خلفان، و از مغرب به روستای امیران، و از مشرق به کوه منتهی می‌شود.

## لاور
لاور به جائی گفته می‌شود که از سه گوشه آب باران به سویش سرازیر می‌شود و از یک گوشه خارج می‌گردد.
در لاور نادردون جنگل‌های انبوهی از درخت «نادر» (مورد) وجود دارد که سرتاسر لاور را فرا گرفته‌است، به همینجهت این منطقه ((نادر دون)) نام‌گذاری شده‌است، یعنی جایی که جنگلی از درخت نادر وجود دارد.
همچنین در لاور نادردون درخت‌های دیگری نیز وجود دارد مانند:  بنه،سمر، کُنار، سَلَم
،کُور، کِرت، کُوهِنگ. گستردگی لاور و وجود این درخت‌های گوناگون در لاور نادردون، وسط لاور همیشه سایه بندان است، بنابراین جانوران مختلفی در این لاور پهناور زندگی می‌کنند.

## جانوران وپرندگان
جانوران مختلفی که در لاور وجود دارند عبارت‌اند از:گرگ، پلنگ، روباه، یوزپلنگ، آهو، خرگوش، شغال، خار پشت، خوک و گراز، و کفتار و غیره از حیوانات کوهی وجود دارد، همچنین از پرندگان نیز مانند: کبک، تیهو، قُمری، بادخور، و پرندگان مختلف کوهستانی در این لاور وجود دارد.
در لاور نادردون چشمههای فراوانی جاری است که آب بعضی از آن‌ها شیرین و آب بعض دیگر تلخ است. 
گوشه‌ای از این لاور وسیع که زمینی هموار است مردم برای کشت وکار استفاده می‌کنند و در آن جو و گندم کشت می‌کنند، همچنین در این قسمت هموار در فصل زمستان و بهار و بعد از باریدن باران دمبل‌ (خیر) درست می‌شود.